# Midnight City
«Midnight City» (укр. Нічне місто) — пісня французького електронного музичного гурту M83. Трек вперше був випущений у Франції 16 серпня 2011 року, як головний сингл із шостого студійного альбому «Hurry Up, We're Dreaming» (2011). Пісню написали Ентоні Гонсалес, Ян Гонсалес, Морган Кіббі та Джастін Медель-Джонсен. Трек здобув міжнародний успіх, потрапив на восьме місце у чартах Франції, та потрапив до чартів "Billboard Alternative Songs" та "Rock Songs". Завдяки використанню французькою телемережею TF1 пісні як теми, що завершувала футбольні матчі Євро-2012, ця пісня піднялась до вершин французьких чартів. Також  «Midnight City» набула популярності у Сполученому Королівстві в 2012 році, після його вибору як теми для телевізійного реаліті-шоу та використовувалась під час Олімпійських ігор у Лондоні в 2012 році; вона досягнула номера тридцять чотири на «UK Singles Chart».

## Створення та реліз
Спостереження Ентоні Гонсалеса нічного життя у Лос-Анджелесі надихнули його на написання тексту пісні «Midnight City» . Гонсалес створив початкові рифі пісні, сильно змінивши свій власний голос. Композиція завершує соло саксофону, що виконує Джеймс Кінг з гурту «Fitz and The Tantrums». Щодо соло, Гонсалес сказав: "Іноді для пісні потрібен елемент, яким треба закінчити її. Ви знаєте, що цей елемент був вживаним багато разів у минулому і вважається кліше, але саме цього потребує ця пісня".
Перегукуючись з темою дитинства в альбомі «Hurry Up, We're Dreaming»  обкладинка синглу «Midnight City» мала на меті відобразити захоплення, яке дитина відчуває при перегляді фентезійного чи науково-фантастичного фільму. Гонсалес описував обкладинку синглу, як «божевільновиглядаючого» чужоземця, своєрідного поєднання сови та прибульця Е. Т. та фантастичних фільмів, таких як «Нескінченна історія» .
Прем'єра пісні відбулася в Інтернеті 19 липня 2011 року. Сингл, випущений 16 серпня того ж року, дебютував на 91-му місці в хіт-параді Франції, покинувши його на наступному тижні.
27 вересня 2011 вийшов міні-альбом з реміксами .

## Критика
Пісня «Midnight City» отримала всесвітнє визнання та була названа однією з найкращих пісень 2011 року.  
Трек зайняв п'яте місце на Hottest 100 списку австралійської радіостанції «Triple J» у 2011 році. 

## Нагороди
| Публікація        | Країна    | Нагорода               | Рік                                | Ранг |
| ----------------- | --------- | ---------------------- | ---------------------------------- | ---- |
| Pitchfork Media   | США       | Top 100 Tracks of 2011 | 2011                               | 1    |
| Paste             | США       | 50 Best Songs of 2011  | 2011                               | 2    |
| PopMatters        | США       | 75 Best Songs of 2011  | 2011                               | 1    |
| Spin              | США       | 20 Best Songs of 2011  | 2011                               | 12   |
| Triple J          | Австралія | Hottest 100            | 2011                               | 5    |
| The Village Voice | США       | Pazz & Jop             | Pazz & Jop's critics' poll of 2011 | 4    |

## Музичне відео
Відеокліп, зрежисований Fleur & Manu, було випущено 17 жовтня 2011 року. У відеоролику показана історія дітей з телекінетичними здібностями, які рятуються від федерального розшуку та випробовують свої сили на покинутій фабриці, а пізніше — на Сонці . Це відео — перша частина трилогії, яка продовжується у кліпі на пісню "Reunion" і закінчується відео "Wait". Згідно з M83, ця відеоробота — це данина аніме стрічці 1988 року «Акіра», британській стрічці 1960 року «Прокляте селище» та американському фільму «Близькі контакти третього ступеня» 1977 року Стівена Спілберга.
Дитячий будинок, з якого втекли діти, знімали в Орфелінат Сен-Філіп в Медоні (Франція, Париж).
Склад, де вони випробовують свою силу — це Ангар Y, також в Медоні (Франція, Париж)
Остання сцена, в якій діти поєднують свої сили, щоб зробити сонце, була знята на даху автостоянки в Порт-де-ла-Шапель, Париж.

## Згадки інших проектах

### У фільмах
- «Тепло наших тіл»
- «Молода і прекрасна»
- «Мачо i Ботан 2»
- «Підстава»
- «Хлопчики»
- «Кеті Перрі: Частинка мене»

### У серіалах
- Епізод «Сан Джуніперо» серіалу «Чорне дзеркало»
- «Зроблено в Челсі[en]»
- «Красуня і чудовисько»
- «Suburra» 2015
- "For All Mankind" S4E10

### У відеогрі
- Grand Theft Auto V
- Forza Horizon 4